# La Sagrera
La Sagrera est un quartier de Barcelone.